# Premi a l'MVP de l'All-Star Game de l'NBA
El Premi a l'MVP de l'All-Star Game de l'NBA és un premi anual de l'NBA que es dona al jugador votat com a millor de l'All-Star Game. El premi va ser instaurat el 1953. Les votacions són fetes per periodistes i membres de la premsa, que emeten el seu veredicte al final del partit. Pot ser que dos jugadors comparteixin el premi.
Bob Pettit és el jugador que ha guanyat més vegades el premi, amb 4. LeBron James ha estat qui l'ha guanyat més jove: el 2006 el va guanyar a l'edat de 21 anys.

## Llista de guanyadors

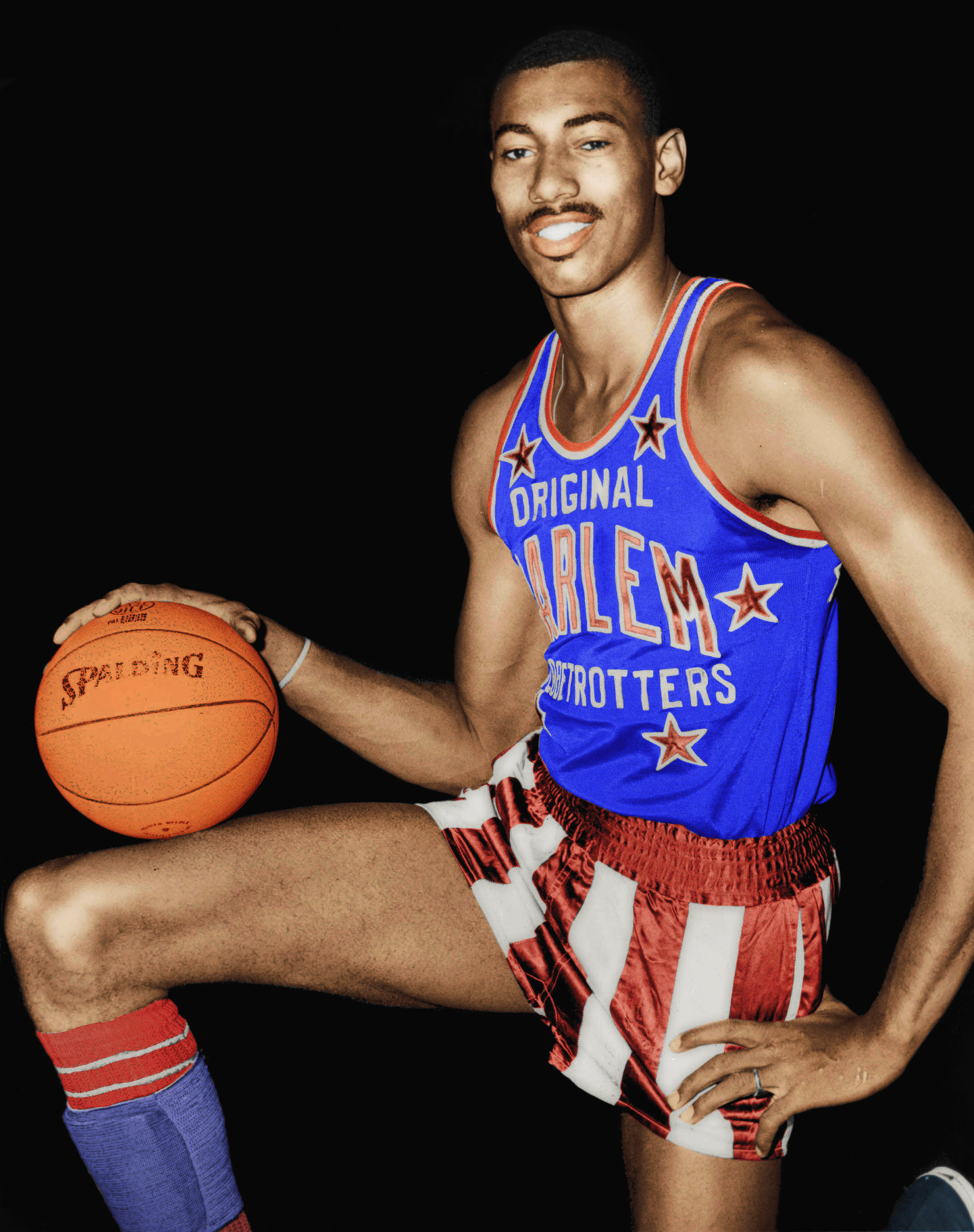
Wilt Chamberlain va guanyar el premi el 1960.

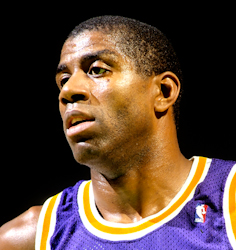
Magic Johnson va guanyar el premi dues vegades.

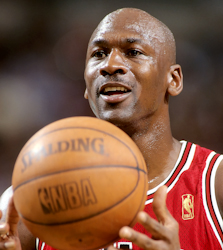
Michael Jordan va guanyar el premi en tres ocasions.

|         | Jugador en actiu                   |
|         | Elegit pel Basketball Hall of Fame |
| NOM (X) | Vegades premiat                    |

| Any                                                                              | Jugador               | Nacionalitat | Equip                  |
| -------------------------------------------------------------------------------- | --------------------- | ------------ | ---------------------- |
| 1951                                                                             | Ed Macauley*          | Estats Units | Boston Celtics         |
| 1952                                                                             | Paul Arizin*          | Estats Units | Philadelphia Warriors  |
| 1953                                                                             | George Mikan*         | Estats Units | Minneapolis Lakers     |
| 1954                                                                             | Bob Cousy*            | Estats Units | Boston Celtics         |
| 1955                                                                             | Bill Sharman          | Estats Units | Boston Celtics         |
| 1956                                                                             | Bob Pettit*           | Estats Units | St. Louis Hawks        |
| 1957                                                                             | Bob Cousy*            | Estats Units | Boston Celtics         |
| 1958                                                                             | Bob Pettit* (2)       | Estats Units | St. Louis Hawks        |
| 1959                                                                             | Elgin Baylor*         | Estats Units | Minneapolis Lakers     |
| 1959                                                                             | Bob Pettit* (3)       | Estats Units | St. Louis Hawks        |
| 1960                                                                             | Wilt Chamberlain*     | Estats Units | Philadelphia Warriors  |
| 1961                                                                             | Oscar Robertson*      | Estats Units | Cincinnati Royals      |
| 1962                                                                             | Bob Pettit* (4)       | Estats Units | St. Louis Hawks        |
| 1963                                                                             | Bill Russell*         | Estats Units | Boston Celtics         |
| 1964                                                                             | Oscar Robertson* (2)  | Estats Units | Cincinnati Royals      |
| 1965                                                                             | Jerry Lucas*          | Estats Units | Cincinnati Royals      |
| 1966                                                                             | Adrian Smith          | Estats Units | Cincinnati Royals      |
| 1967                                                                             | Rick Barry*           | Estats Units | San Francisco Warriors |
| 1968                                                                             | Hal Greer*            | Estats Units | Philadelphia 76ers     |
| 1969                                                                             | Oscar Robertson* (3)  | Estats Units | Cincinnati Royals      |
| 1970                                                                             | Willis Reed*          | Estats Units | New York Knicks        |
| 1971                                                                             | Lenny Wilkens*        | Estats Units | Seattle SuperSonics    |
| 1972                                                                             | Jerry West*           | Estats Units | Los Angeles Lakers     |
| 1973                                                                             | Dave Cowens*          | Estats Units | Boston Celtics         |
| 1974                                                                             | Bob Lanier*           | Estats Units | Detroit Pistons        |
| 1975                                                                             | Walt Frazier*         | Estats Units | New York Knicks        |
| 1976                                                                             | Dave Bing*            | Estats Units | Washington Bullets     |
| 1977                                                                             | Julius Erving*        | Estats Units | Philadelphia 76ers     |
| 1978                                                                             | Randy Smith           | Estats Units | Buffalo Braves         |
| 1979                                                                             | David Thompson*       | Estats Units | Denver Nuggets         |
| 1980                                                                             | George Gervin*        | Estats Units | San Antonio Spurs      |
| 1981                                                                             | Nate Archibald*       | Estats Units | Boston Celtics         |
| 1982                                                                             | Larry Bird*           | Estats Units | Boston Celtics         |
| 1983                                                                             | Julius Erving* (2)    | Estats Units | Philadelphia 76ers     |
| 1984                                                                             | Isiah Thomas*         | Estats Units | Detroit Pistons        |
| 1985                                                                             | Ralph Sampson         | Estats Units | Houston Rockets        |
| 1986                                                                             | Isiah Thomas* (2)     | Estats Units | Detroit Pistons        |
| 1987                                                                             | Tom Chambers          | Estats Units | Seattle SuperSonics    |
| 1988                                                                             | Michael Jordan*       | Estats Units | Chicago Bulls          |
| 1989                                                                             | Karl Malone*          | Estats Units | Utah Jazz              |
| 1990                                                                             | Magic Johnson*        | Estats Units | Los Angeles Lakers     |
| 1991                                                                             | Charles Barkley*      | Estats Units | Philadelphia 76ers     |
| 1992                                                                             | Magic Johnson* (2)    | Estats Units | Los Angeles Lakers     |
| 1993                                                                             | John Stockton*        | Estats Units | Utah Jazz              |
| 1993                                                                             | Karl Malone (2)       | Estats Units | Utah Jazz              |
| 1994                                                                             | Scottie Pippen*       | Estats Units | Chicago Bulls          |
| 1995                                                                             | Mitch Richmond        | Estats Units | Sacramento Kings       |
| 1996                                                                             | Michael Jordan* (2)   | Estats Units | Chicago Bulls          |
| 1997                                                                             | Glen Rice             | Estats Units | Charlotte Hornets      |
| 1998                                                                             | Michael Jordan* (3)   | Estats Units | Chicago Bulls          |
| L'All-Star de 1999 va ser cancel·lat a causa del tancament patronal de la lliga. |                       |              |                        |
| 2000                                                                             | Shaquille O'Neal      | Estats Units | Los Angeles Lakers     |
| 2000                                                                             | Tim Duncan            | Estats Units | San Antonio Spurs      |
| 2001                                                                             | Allen Iverson         | Estats Units | Philadelphia 76ers     |
| 2002                                                                             | Kobe Bryant           | Estats Units | Los Angeles Lakers     |
| 2003                                                                             | Kevin Garnett         | Estats Units | Minnesota Timberwolves |
| 2004                                                                             | Shaquille O'Neal (2)  | Estats Units | Los Angeles Lakers     |
| 2005                                                                             | Allen Iverson (2)     | Estats Units | Philadelphia 76ers     |
| 2006                                                                             | LeBron James^         | Estats Units | Cleveland Cavaliers    |
| 2007                                                                             | Kobe Bryant (2)       | Estats Units | Los Angeles Lakers     |
| 2008                                                                             | LeBron James^ (2)     | Estats Units | Cleveland Cavaliers    |
| 2009                                                                             | Shaquille O'Neal (3)  | Estats Units | Phoenix Suns           |
| 2009                                                                             | Kobe Bryant (3)       | Estats Units | Los Angeles Lakers     |
| 2010                                                                             | Dwyane Wade           | Estats Units | Miami Heat             |
| 2011                                                                             | Kobe Bryant (4)       | Estats Units | Los Angeles Lakers     |
| 2012                                                                             | Kevin Durant          | Estats Units | Oklahoma City Thunder  |
| 2013                                                                             | Chris Paul            | Estats Units | Los Angeles Clippers   |
| 2014                                                                             | Kyrie Irving          | Estats Units | Cleveland Cavaliers    |
| 2015                                                                             | Russell Westbrook (1) | Estats Units | Oklahoma City Thunder  |
| 2016                                                                             | Russell Westbrook (2) | Estats Units | Oklahoma City Thunder  |
| 2017                                                                             | Anthony Davis         | Estats Units | New Orleans Pelicans   |